# Narmerpalet

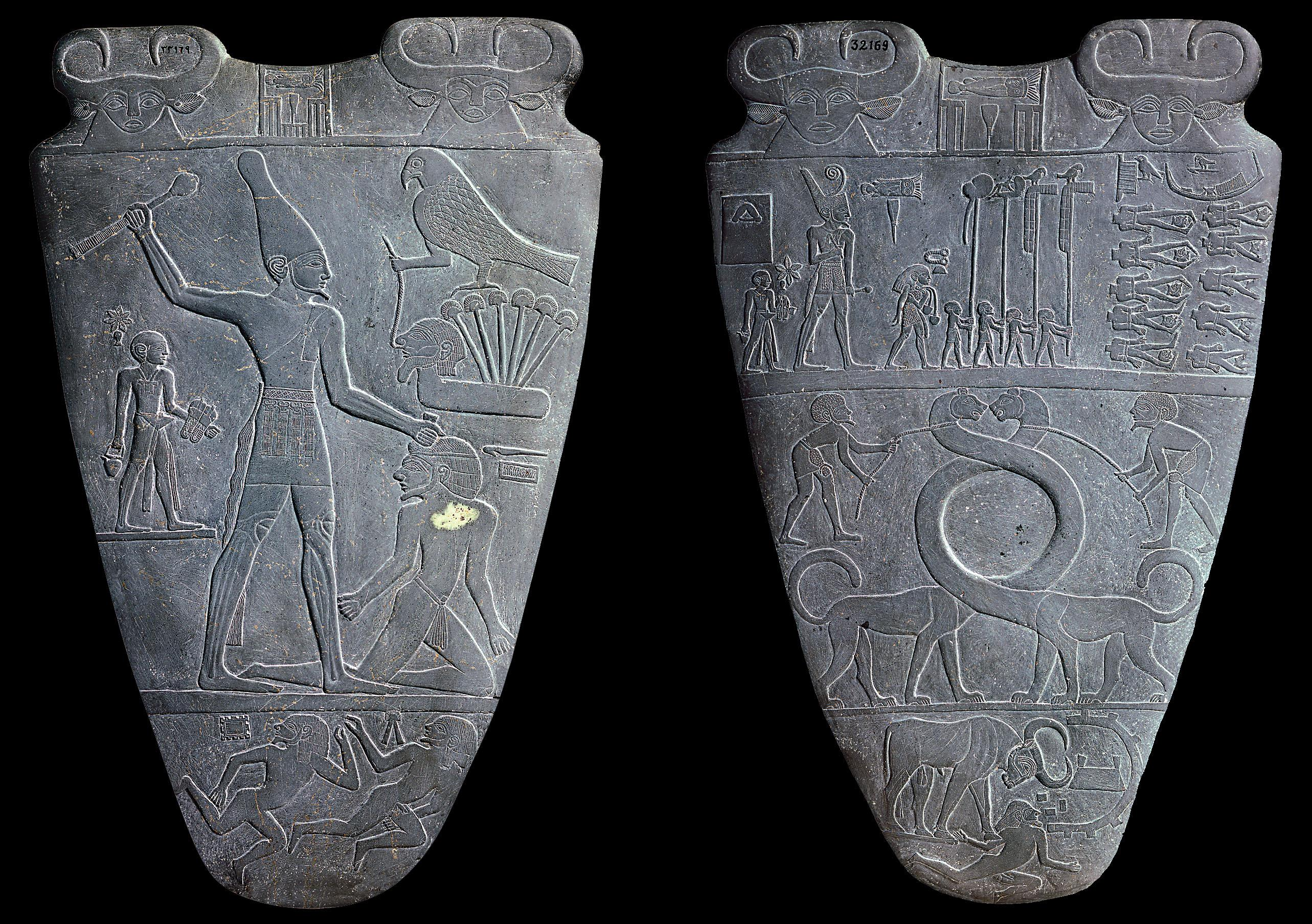
Beide kanten van het Narmerpalet
(ca. 3100 voor Chr.), Egyptisch Museum

Het Narmerpalet is een van de beroemdste en belangrijkste voorwerpen uit het oude Egypte, omdat het een van de oudste archeologische vondsten is die hiërogliefen bevat. 

## Details
Het palet dateert van rond 3100 v.Chr. Het behoorde toe aan farao Narmer en werd in 1898 gevonden in Hierakonpolis. Het palet is van groene siltsteen  en is 64 cm hoog en 42 cm breed. Het palet werd niet in het dagelijks leven gebruikt, maar had een ceremoniële, herdenkende functie in de tempel van Hierakonpolis. Er zijn meerdere van dit soort paletten bekend uit het Oude Egypte, koningen gebruikten ze om hun memorabele daden mee te herdenken. 

## Inscripties
Aan beide kanten van het palet staat bovenaan in het midden, tussen de beide koeienkoppen in, de serech met de naam Narmer. De koeienkoppen zouden de vroegste afbeeldingen van godin Hathor vormen, echter dit kan ook de godin Bat zijn, die later werd vereenzelvigd met Hathor.
Op de ene zijde is het palet verdeeld in drie registers. In het bovenste register wordt Narmer afgebeeld, de rode kroon (de kroon van Neder-Egypte) dragend, gevolgd door zijn sandalendrager met zes-bladig motief. Voor hem lopen vijf figuren, waarvan de vier kleinsten vaandels dragen, die naar alle waarschijnlijkheid de symbolen van verschillende gebieden in Egypte zijn. Voor hen liggen de onthoofde lichamen van tien mannen. In het middelste register houden twee mannen een koord vast, dat om de enorm lange nekken van twee katachtigen vastzit. De nekken van deze twee dieren omcirkelen elkaar, waardoor een holte ontstaat waar eventueel schmink in gedaan kon worden. Het beeld van de twee bedwongen 'panters met slangenhals' is vergeleken met de emblematische uitbeelding van de 'vereniging van beide landen', waarin 'later in een vergelijkbare symmetrische compositie de twee waterplanten van Boven- en Beneden-Egypte verbonden worden.' Het onderste register beeldt een stier af. Tijdens de gehele Egyptische geschiedenis werd de stier als representatie van de koning gezien, waarvan dit een vroeg voorbeeld is. Onder de hoeven van de stier ligt de verpletterde vijand. 
Op de andere zijde van het palet wordt Narmer afgebeeld terwijl hij de witte kroon (de kroon van Opper-Egypte) draagt en zijn knotskop heft om een gevangengenomen vijand het hoofd in te slaan, een motief dat door de gehele Egyptische geschiedenis gebruikt wordt. De sandalendrager staat met een kruikje en zevenbladig motief achter de koning en voor de koning staat een valk met een menselijke arm die een koord vasthoudt dat vastzit in de neusgaten van een man die tevoorschijn komt uit een stuk land waarop zes papyrusstengels groeien. De compositie kan gelezen worden als: de valk (de koning) heeft de man van het papyrusland (de Delta) gevangengenomen. In het tweede register liggen twee mannelijke lichamen met hiëroglyfen die naar alle waarschijnlijkheid plaatsnamen van veroverde gebieden aanduiden. 
Het thema van dit palet is dus het eenwordingsproces van Egypte, waarbij heersers uit het zuiden de noordelijke gebieden veroveren. Het object zou een getuigenis zijn van de laatste stap in de politieke eenwording van het land.